# Parafia św. Stanisława BM w Trąbczynie
Parafia Świętego Stanisława Biskupa Męczennika w Trąbczynie – jedna z 7 parafii leżąca w granicach dekanatu zagórowskiego. Erygowana w XIV wieku.

## Dokumenty
Księgi metrykalne: 
- ochrzczonych od 1945 roku
- małżeństw od 1945 roku
- zmarłych od 1945 roku